# 儲億錦標賽
富國錦標賽（Wells Fargo Championship）是美國高爾夫球PGA巡迴賽的一項賽事，於每年五月在北卡羅來納州夏洛特的鵪鶉谷俱樂部舉行。富國錦標賽開始於2003年，當時的名稱是Wachovia Championship。富國錦標賽在2004年至2006年和2011年至2013年都出現連續三年用附加賽決出結果的情況。2025年易名為儲億錦標賽（Truist Championship）。

## 外部連結
- Official site （页面存档备份，存于）
- Coverage on the PGA Tour's official site （页面存档备份，存于）

35°06′53″N 80°50′33″W / 35.1146°N 80.8426°W